# Zenvo Automotive
Zenvo Automotive es un fabricante de automóviles superdeportivos ubicado en Præstø en la isla danesa de Zelanda, Dinamarca. Fue fundada en 2004 por Troels Vollertsen y el nombre "Zenvo Automotive" es derivado de una combinación de las cuatro últimas y primeras dos letras de su apellido.
Su primer prototipo que después se convirtió en el ST1, fue completado en diciembre de 2008 y su producción empezó en 2009. Solamente 15 unidades del ST1 fueron fabricadas y vendidas.
En abril de 2018, Bil Magasinet reportó que, aunque las corazonadas de Zenvo de que sus coches eran muy caros para el mercado doméstico, un Zenvo se vendió por primera vez a un cliente danés: fue un TSR-S rojo, por un precio de 10 500 000 DKK, equivalentes a US$1 650 000 (equivalente a $2 002 041 en 2023).

## Modelos
- Zenvo ST1 (2009-2016) 15 unidades.
- Zenvo TS1 (2016-presente) 5 unidades planeadas por año.
- Zenvo TS1 GT (2016-presente) Gran Turismo de calle.
- Zenvo TSR (2016-presente) automóvil de carreras solamente para pista.
- Zenvo TSR-S (2018-presente) Versión del TSR-S legal para la calle.
- Zenvo TSR GT (2022-presente) 3 unidades de la última serie TSR.
- Zenvo Aurora (2025-presente) superdeportivo híbrido de producción limitada.

## Incidentes
En el programa Top Gear, un ST1 sufrió un incendió tras haber un defecto en uno de los ventiladores.